# Svijanský Újezd
Svijanský Újezd är en ort i Tjeckien. Den ligger i den centrala delen av landet, 70 km nordost om huvudstaden Prag. Svijanský Újezd ligger 258 meter över havet och antalet invånare är 371.
Terrängen runt Svijanský Újezd är huvudsakligen lite kuperad. Svijanský Újezd ligger nere i en dal. Runt Svijanský Újezd är det ganska tätbefolkat, med 100 invånare per kvadratkilometer. Närmaste större samhälle är Liberec, 20,0 km norr om Svijanský Újezd. Omgivningarna runt Svijanský Újezd är en mosaik av jordbruksmark och naturlig växtlighet.